# Vuelta Extremadura Féminas
Die Vuelta Extremadura Féminas ist ein Straßenradrennen im Frauenradsport in Spanien.
Das Etappenrennen wurde erstmals im Jahr 2023 ausgetragen und ist in die Kategorie 2.2 eingestuft. In drei Etappen führt die Strecke durch die spanische Autonome Gemeinschaft Extremadura im Südwesten von Spanien. Die Erstaustragung dominierte das Arkéa Pro Cycling Team, dessen Fahrerinnen alle Etappen gewannen und die Gesamtwertung mit einem Dreifacherfolg abschlossen.

## Palmarès
| Jahr | Siegerin           | Zweite                | Dritte          |
| ---- | ------------------ | --------------------- | --------------- |
| 2023 | Megan Armitage     | Clara Émond           | Maaike Coljé    |
| 2024 | Mareille Meijering | Gaia Realini          | Brodie Chapman  |
| 2025 | Ellen van Dijk     | Mie Bjørndal Ottestad | Greta Marturano |